# Giuseppe Perracini
Giuseppe Perracini o Peracini, noto anche come Il Mirandolese (da non confondersi con il contemporaneo Pietro Paltronieri, detto Il Mirandolese delle prospettive), (Mirandola, 1672 – Bologna, 1754) è stato un pittore italiano  del periodo tardo barocco.

## Biografia
Si formò sotto Giovanni Francesco Cassana a Modena, per poi trasferirsi a Bologna, dove divenne allievo di Marcantonio Franceschini . Dipinse principalmente soggetti storici e sacri, tra cui una pala d'altare per la basilica di San Martino Maggiore a Bologna. Dipinse anche molti ritratti ed ebbe tra i suoi allievi Giuseppe Andreoli.